# Rodolfo Eyherabide
El Dr. Rodolfo Eyherabide fue un prestigioso médico internista argentino (1897-1974).  Presidente de la Asociación Médica Argentina (AMA) en el período 1950-1955.
Posteriormente fue nombrado Ministro de Salud Pública de la Provincia de Buenos Aires, cumpliendo una labor memorable en la organización de la carrera médica en esa provincia y creando el “Instituto de Organizaciones Médico Asistenciales”, conocido como  IOMA.